# Langelier (Metro Montreal)

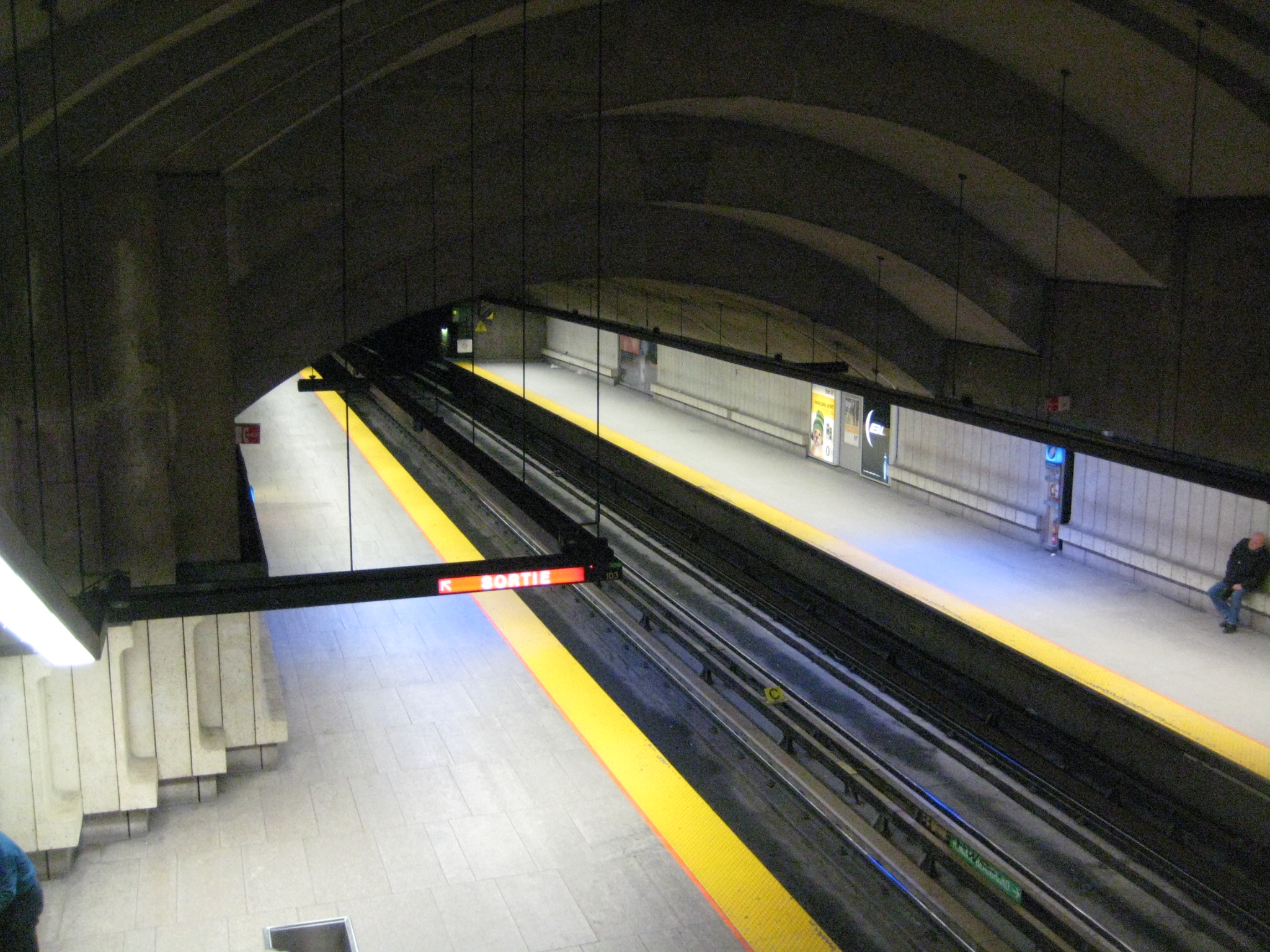
Blick auf die Bahnsteige

Langelier ist eine U-Bahn-Station in Montreal. Sie befindet sich im Arrondissement Mercier–Hochelaga-Maisonneuve an der Kreuzung von Rue Sherbrooke und Boulevard Langelier. Hier verkehren Züge der grünen Linie 1. Im Jahr 2006 nutzten 2.770.604 Fahrgäste die Station, was dem 45. Rang unter den insgesamt 68 Stationen der Metro Montreal entspricht.

## Bauwerk

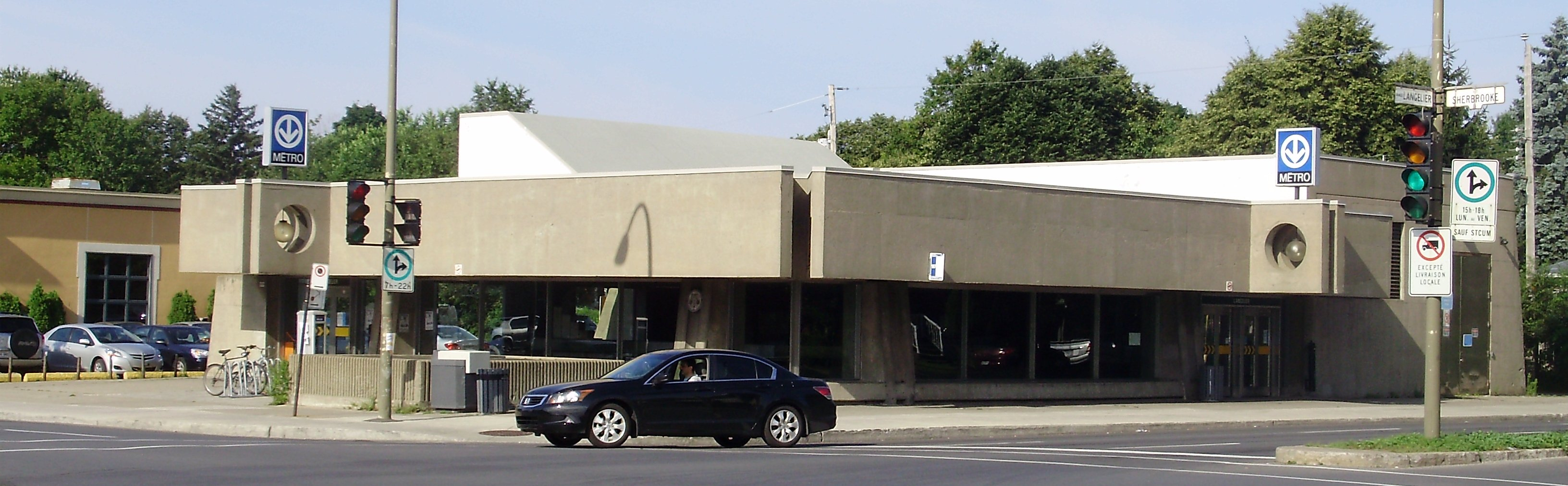
Eingangspavillon

Die von Victor Prus und André G. Dionne entworfene Station entstand in offener Bauweise und besteht im Wesentlichen aus einem einzigen riesigen Tonnengewölbe, das die Bahnsteige und die brückenartig konstruierte Verteilerebene überspannt. Die Beleuchtung erfolgt durch fluoreszierende Lampen, die an den Gewölberippen in langen Reihen angeordnet sind. Dadurch ergibt sich ein futuristischer Gesamteindruck. An der Oberfläche stehen drei Eingangspavillons, Betonbauten mit angefügten geometrischen Formen.
In 14,0 Metern Tiefe befindet sich die Bahnsteigebene mit zwei Seitenbahnsteigen. Die Entfernungen zu den benachbarten Stationen, jeweils von Stationsende zu Stationsanfang gemessen, betragen 518,51 Meter bis Cadillac und 621,79 Meter bis Radisson. Es bestehen Anschlüsse zu drei Buslinien und zwei Nachtbuslinien der Société de transport de Montréal.

## Kunst

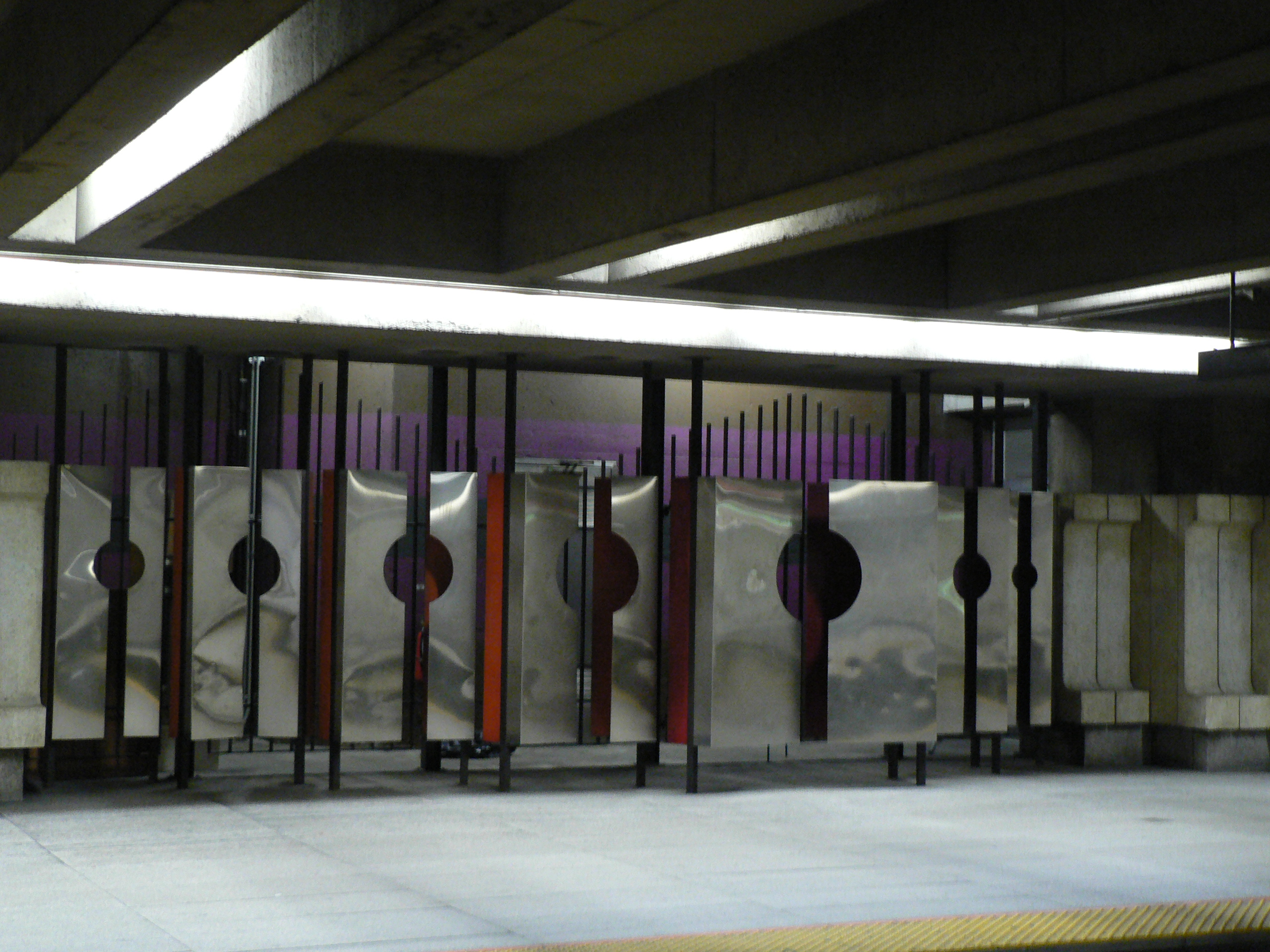
Künstlerisch gestaltete Lüftungsgitter

Die Lüftungsgitter auf beiden Bahnsteigen werden durch künstlerisch gestaltete Elemente von Charles Daudelin verdeckt. Es handelt sich um rechteckige Chromstahlplatten mit runden Aussparungen.

## Geschichte
Die Eröffnung der Station erfolgte am 6. Juni 1976, zusammen mit dem Teilstück Frontenac–Honoré-Beaugrand der grünen Linie. Namensgeber ist der Boulevard Langelier, benannt nach dem Politiker François Langelier (1838–1915).